# Wappen Gabuns
Das Wappen Gabuns ist seit dem 15. Juli 1963 in Gebrauch.

## Beschreibung
Das Staatswappen zeigt einen goldenen  Wappenschild, auf welchem ein schwarzes Schiff über das Meer fährt. Das Meer wird durch den blauen Schildfuß dargestellt.
Darüber befinden sich im grünen Schildhaupt drei goldene Kreise.
Der Schild ist über einem goldenen Stamm eines mit Wurzeln versehenen Okoumé-Baumes gelegt. Darunter schlängelt sich ein Spruchband, auf dem das französische Nationalmotto steht:
„Union, Travail, Justice“
(Einigkeit, Arbeit, Gerechtigkeit)
Über dem Schild ist ebenfalls ein  Spruchband, auf dem ein lateinisches Motto steht:
Uniti progrediemur.
(Vereint werden wir vorwärtsschreiten.)
Als Schildhalter dienen zwei schwarze Panther.

## Symbolik

Flagge Gabuns

- Das Wappen wurde vom Schweizer Heraldiker L. Mühlemann geschaffen und verbindet die Nationalfarben Gabuns mit Schwarz als Farbe Afrikas.
- Die drei goldenen Kugeln symbolisieren den Reichtum an Bodenschätzen.
- Das Schiff mit der Nationalflagge am Heck steht für den Fortschrittswillen und die große Bedeutung des Meeres für das Land.
- Der Schild ruht auf dem goldenen Stamm eines bewurzelten Okoumé-Baumes, dessen Holz bis zum Beginn des Bergbaus in den 1960er Jahren das wichtigste Exportgut des Landes war und dessen Bedeutung durch die goldene Farbe unterstrichen wird.
- Die schwarzen Panther sollen als Sinnbild des Präsidenten an dessen Aufgabe erinnern, über die Wohlfahrt des Landes zu wachen.